# América Futebol Clube (Belo Horizonte)

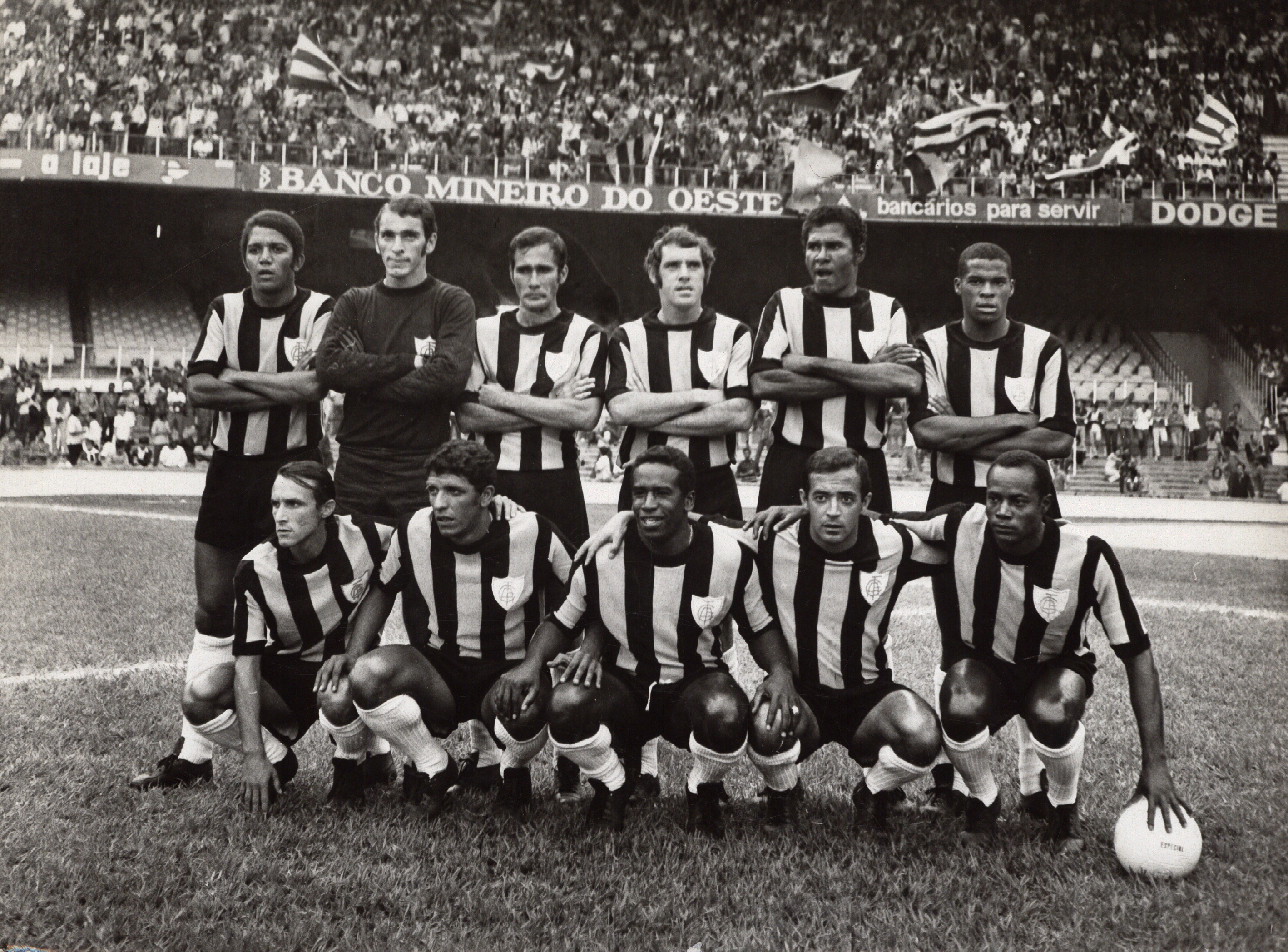
Équipe championne d'État en 1971

 (août 2024).
Si vous disposez d'ouvrages ou d'articles de référence ou si vous connaissez des sites web de qualité traitant du thème abordé ici, merci de compléter l'article en donnant les références utiles à sa vérifiabilité et en les liant à la section « Notes et références ».
Pour les articles homonymes, voir América Futebol Clube.
Maillots
L'América Futebol Clube (appelé également América Mineiro) est un club brésilien de football basé à Belo Horizonte dans l'État du Minas Gerais.

## Histoire
L'América Futebol Clube de Belo Horizonte, capitale de l'État brésilien de Minas Gerais, a été fondé le 30 avril 1912. Un an plus tard, en 1913, l'América FBC fusionne avec le Minas Gerais FC pour former le nouveau club América FC, également appelé América Mineiro. Les nouvelles couleurs du club ont été changées pour les couleurs actuelles de vert, noir et blanc. En 1916, le club remporte son premier titre de champion de l'État. Entre 1916 et 1925, ce titre a été remporté dix fois. Le dernier championnat d'État remporté par América Mineiro remonte à 2016, portant le total à 16 titres.
Pendant de nombreuses années, le club n'a joué que dans le championnat de l'État de Minas Gerais. L'América Mineiro est membre fondateur de la Série A brésilienne, en 1971. Entre 1971 et 1979, le club a joué sans interruption dans la première division de football et a principalement terminé en milieu ou dans la partie inférieure du classement. Après la relégation de la Série A en 1979, il a fallu attendre 1993 avant de pouvoir à nouveau se qualifier pour la première division. Auparavant, le club est même descendu un moment en Série C, la troisième division.
Après la saison 1993 de Serie A, le club qui est relégué porte plainte devant un tribunal civil au début de 1994 contre sa relégation en Série B. En raison du procès civil, le club est exclu de la compétition pendant deux ans. En 1996, il est réadmis à nouveau dans la Série B. En 1998, il revient en Serie A, ainsi qu'en 2000 et 2001.
En 2011, après dix ans d'absence, le club rejoue en Série A après être passé de la Série C à la Série A. Cependant, il est immédiatement relégué, depuis la saison 2018, l'América Mineiro a célébré son retour en Série A, mais n'y séjournera qu'une saison.
En 2020, le club est vice-champion de Serie B, dès son retour en Serie A 2021 il se qualifie la première fois pour la Copa Libertadores.

## Palmarès
- Championnat du Brésil de Série B (2)
  - Champion : 1997, 2017

- Championnat du Brésil de Série C (1)
  - Champion : 2009

- Championnat d'inter État (1)
  - Champion : 2000

- Championnat de l'État du Minas Gerais (16)
  - Champion : 1916, 1917, 1918, 1919, 1920, 1921, 1922, 1923, 1924, 1925, 1948, 1957, 1971, 1993, 2001 et 2016

## Joueurs et personnalités du club

### Joueurs emblématiques
- Fred
- Gilberto Silva
- Tostão